# Moviment Corrent Roig
Moviment Corrent Roig (Movimiento Corriente Roja en castellà) és un partit polític espanyol d'ideologia trotskista fundat el 2002 amb el nom de Corriente Roja. És la secció espanyola de la Lliga Internacional dels Treballadors - Quarta Internacional del 2012 ençà.

## Història

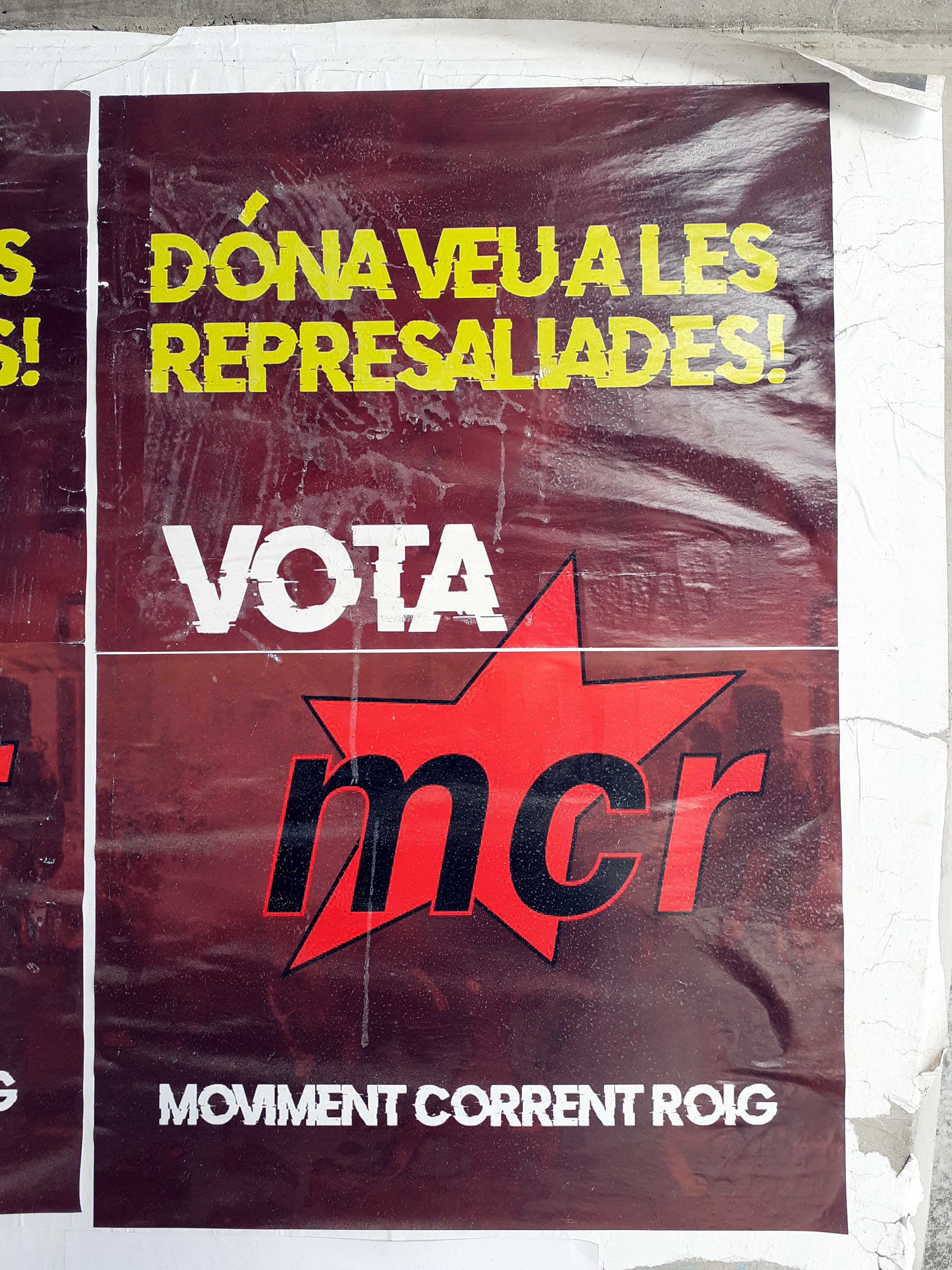
Cartell de la campanya electoral per a les eleccions al Parlament de Catalunya de 2021

### Fundació
Va fundar-se el 2002 com a corrent intern d'Esquerra Unida (EU) dirigit per Ángeles Maestro. El 2004 va abandonar la coalició. El 26 de juny de 2005 es va celebrar el XVII Congrés del Partit Comunista d'Espanya (PCE). Els militants de Corrent Roig que formaven part del PCE volien que el PCE abandonés EU. Com que no ho van aconseguir, van abandonar el PCE. A més, Ángeles Maestro va ser expulsada del PCE per haver demanat el vot pel Partit Comunista de les Terres Basques a les eleccions al Parlament Basc de 2005.
A les eleccions al Parlament Europeu de 2009 Corrent Roig es va presentar dins la coalició Iniciativa Internacionalista - La Solidaritat entre els Pobles. El Tribunal Suprem d'Espanya va anul·lar la coalició perquè la considerava continuació de candidatures de l'esquerra abertzale il·legalitzades. Finalment, el Tribunal Constitucional d'Espanya va permetre que Iniciativa Internacionalista es presentés a les eleccions i va obtenir un 1,1% dels vots i cap eurodiputat. A les eleccions al Parlament de Catalunya de 2010 va formar part de Des de baix, una coalició formada per Revolta Global, Corrent Roig i Lluita Internacionalista, i encapçalada per Esther Vivas. Van aconseguir un 0,2% dels vots i no van entrar al Parlament.

### Adopció del trotskisme
L'abril de 2011, el Partit Revolucionari dels Treballadors - Esquerra Revolucionària va dissoldre's dins de Corrent Roig amb l'objectiu d'integrar-lo a la Lliga Internacional dels Treballadors - Quarta Internacional (LIT-QI). Això va provocar que, a l'estiu, un sector encapçalat per Ángeles Maestro abandonés Corrent Roig i creés Red Roja. Després d'aquesta escissió, Corrent Roja es va convertir en un partit trotskista i l'agost del 2012 va integrar-se a la LIT-QI.
A les eleccions al Parlament Europeu de 2014 van obtenir un 0,03% dels vots i cap eurodiputat. A les eleccions al Parlament de Catalunya de 2015 Corrent Roig es va presentar dins la coalició Candidatura d'Unitat Popular - Crida Constituent (CUP-CC). Van aconseguir el 8% dels vots i 10 diputats, entre els quals no n'hi havia cap de Corrent Roig. Després de mesos de negociació, la CUP-CC va investir Carles Puigdemont de president. Com que Corrent Roig hi estava en contra, va abandonar la coalició. A les eleccions al Parlament Europeu de 2019 van obtenir un 0,04% dels vots i cap eurodiputat.

### Eleccions al Parlament de Catalunya de 2021
A les eleccions al Parlament de Catalunya de 2021 va presentar una candidatura que només va aconseguir avals per a la circumscripció de Tarragona. Inicialment la candidatura estava pensada per ser una coalició entre l'Assemblea de Represaliades i Activistes (ARA) i Corrent Roig, però finalment es va formalitzar únicament com a candidatura de Moviment Corrent Roig. Malgrat això, la candidatura va incloure membres de l'ARA com Roger Español, que anava de número dos. Van aconseguir 92 vots (un 0,01%) i cap escó.

## Resultats electorals
| Any  | Candidatura                  | Vots    | %    | Escons |
| ---- | ---------------------------- | ------- | ---- | ------ |
| 2009 | Iniciativa Internacionalista | 178.121 | 1,12 | 0 / 54 |
| 2014 | Movimiento Corriente Roja    | 4.980   | 0,03 | 0 / 54 |
| 2019 | Movimiento Corriente Roja    | 8.402   | 0,04 | 0 / 54 |

| Any  | Candidatura           | Vots    | %    | Escons   |
| ---- | --------------------- | ------- | ---- | -------- |
| 2010 | Des de Baix           | 7.189   | 0,23 | 0 / 135  |
| 2015 | CUP-CC                | 337.794 | 8,21 | 10 / 135 |
| 2021 | Moviment Corrent Roig | 92      | 0,01 | 0 / 135  |